# 遠藤誠治
遠藤 誠治（えんどう せいじ、1962年 - ）は、日本の政治学者。専門は国際政治学。成蹊大学法学部教授。

## 略歴
滋賀県大津市生まれ。滋賀県立膳所高等学校卒業、東京大学法学部および法学政治学研究科修士課程修了後、同大学法学部助手を経て、成蹊大学法学部教授。日本平和学会会長。

## 主張
・「立憲デモクラシーの会」呼びかけ人の一人
・「日本に台湾を守る力や義務がないことははっきりさせるべきだ」としている。

## 著作

### 単著
- 『グローバリゼーションとは何か』（かわさき市民アカデミー出版部, 2003年）

### 共編著
- （小林誠）『グローバル・ポリティクス――世界の再構造化と新しい政治学』（有信堂, 2000年）
- （小川有美）『グローバル対話社会――力の秩序を超えて』（明石書店, 2007年）
- 『普天間基地問題から何が見えてきたか』、宮本憲一・西谷修・遠藤誠治編、（岩波書店、2010年）
- 『シリーズ　日本の安全保障　全８巻』遠藤誠治・遠藤乾編、（岩波書店、2014年〜2015年）

### 訳書
- スティーヴン・ギル『地球政治の再構築――日米欧関係と世界秩序』（朝日新聞社, 1996年）
- デイヴィッド・ヘルド『デモクラシーと世界秩序――地球市民の政治学』（NTT出版, 2002年）

## 論文

### 雑誌論文
- 「構造変動の時代の国際政治学――新しいパラダイムを求めて」『成蹊法学』36号（1993年）
- 「地域紛争の政治経済学――スーザン・L・ウッドワード『バルカンの悲劇』を中心に」『成蹊法学』45号（1997年）
- 「ポスト・ウェストファリアの世界秩序の条件――『地球政治学の構想』から20年」『立命館国際研究』9巻4号（1997年）
- 「グローバリゼーションの政治学的分析に向けて――国際政治と比較政治の交錯を可能にするために」『国際政治』128号（2001年）
- 「『危機の20年』から国際秩序の再建へ――E・H・カーの国際政治理論の再検討」『思想』945号（2003年）
- 「政治学の課題としてのグローバリゼーション――政治空間の変容を分析する視座」『成蹊法学』57号（2003年）
- 「自由民主主義のアイデンティティと『戦士の誉れ』――マイケル・イグナティエフにおける人権と軍事介入の政治学」『思想』1020号（2009年）

### 単行本所収論文
- 「国際政治から世界政治へ――移行期をとらえるひとつのパースペクティヴ」鴨武彦編『講座世紀間の世界政治（5）パワーポリティクスの変容――リアリズムとの葛藤』（日本評論社, 1994年）
- 「冷戦後紛争の政治経済学――核軍縮への構造変革的アプローチに向けて」坂本義和編『核と人間Ⅱ核を超える世紀へ』（岩波書店, 1999年）
- 「現代国際政治学と20世紀」日本政治学会編『年報政治学1999』（岩波書店, 1999年）
- 「『冷戦後の紛争』とグローバリゼーション」広島市立大学広島平和研究所編『人道危機と国際介入――平和回復の処方箋』（有信堂, 2003年）
- 「グローバリゼーションと国家の変容」伊藤守・西垣通・正村俊之編『グローバル社会の情報論』（早稲田大学出版部, 2004年）
- 「国際政治における規範の機能と構造変動――自由主義の隘路」藤原帰一・李鍾元・古城佳子・石田淳編『国際政治講座（4）国際秩序の変動』（東京大学出版会, 2004年）
- 「国境を超える政治の理論――グローバリゼーション、デモクラシー、リベラリズム」川崎修・杉田敦編『現代政治理論』（有斐閣, 2006年）
- 「現代紛争の構造とグローバリゼーション」大芝亮・藤原帰一・山田哲也編『平和政策』（有斐閣, 2006年）
- 「世界秩序の変動と平等――グローバリゼーションと平等指向の自由主義の再生」日本政治学会編『年報政治学2006（I）平等と政治』（木鐸社, 2006年）